# Docelles
Docelles – miejscowość i gmina we Francji, w regionie Grand Est, w departamencie Wogezy.
Według danych na rok 1990 gminę zamieszkiwały 1024 osoby, a gęstość zaludnienia wynosiła 117 osób/km² (wśród 2335 gmin Lotaryngii Docelles plasuje się na 365. miejscu pod względem liczby ludności, natomiast pod względem powierzchni na miejscu 687.).